# Coucouron
 Coucouron  es una población y comuna francesa, ubicada en la región de Auvernia-Ródano-Alpes, departamento de Ardèche, en el distrito de Largentière y cantón de Coucouron.

## Demografía
| 808 | 751 | 710 | 671 | 705 | 713 |
| Para los censos de 1962 a 1999 la población legal corresponde a la población sin duplicidades (Fuente: INSEE [Consultar]) |     |     |     |     |     |